# Moody (Automobilhersteller)
Moody war ein US-amerikanischer Hersteller von Automobilen.

## Unternehmensgeschichte
Die Brüder Charles L. und Victor Moody betrieben eine mechanische Werkstätte in Elgin in Illinois. Sie  begannen 1903 mit der Automobilproduktion. Ihre Brüder Andrew und Axel waren dabei behilflich. Der Markenname lautete Moody. 1905 endete die Produktion. Insgesamt entstanden fünf Fahrzeuge.

## Fahrzeuge
Das erste Fahrzeug hatte einen Einzylindermotor und das letzte einen Vierzylindermotor. Viele Teile, so auch die Motoren, wurden selber hergestellt. Die Karosserien kamen von Charles Stowe.
Ein Fahrzeug wurde bis in die 1920er Jahre gefahren.